# Assunção da Virgem Maria (Rubens)
A Assunção da Virgem Maria ou Assunção da Virgem Santa, é uma pintura de Peter Paul Rubens, concluída em 1626 como retábulo para o altar-mor da Catedral de Nossa Senhora (Antuérpia), onde permanece.